# Liste der Kulturdenkmäler in Hamburg-Dulsberg
Die Liste der Kulturdenkmäler in Hamburg-Dulsberg enthält die in der Denkmalliste ausgewiesenen Denkmäler auf dem Gebiet des Stadtteils Dulsberg der Freien und Hansestadt Hamburg.
Basis ist der Datensatz Denkmalliste Hamburg auf dem Transparenzportal Hamburg. Dieser enthält alle Objekte, die rechtskräftig nach dem Hamburger Denkmalschutzgesetz vom 5. April 2013 unter Denkmalschutz stehen (§ 6 Abs. 1 DSchG HA) oder zumindest zeitweise standen. Die Denkmalliste steht auch als PDF-Dokument zur Verfügung. Alle Denkmäler in Dulsberg, die schon nach dem Denkmalschutzgesetz vom 3. Dezember 1973, zuletzt geändert am 27. November 2007, unter Denkmalschutz standen, sind auch auf der Liste der Kulturdenkmäler im Hamburger Bezirk Hamburg-Nord zu finden.

## Legende
- ID: Gibt die vom Denkmalschutzamt Hamburg vergebene Objekt-ID (Identifikationsnummer) des Kulturdenkmals an, (in Klammern gegebenenfalls die Denkmalnummer nach altem Denkmalschutzgesetz).
- Adresse: Nennt den Straßennamen und, wenn vorhanden, die Hausnummer des Kulturdenkmals. Die Grundsortierung der Liste erfolgt nach dieser Adresse.
- Art: Zeigt an, ob es ein Objekt („O“) oder ein Ensemble („E“) ist.
- Datierung: Gibt die Datierung an; das Jahr der Fertigstellung bzw. den Zeitraum der Errichtung.
- Ensemble: Gibt die Nummer des Ensembles an, zu der das Objekt gehört, bzw. bei Ensembles die Nummer des Ensembles selbst.

Hinweis: Die Grundsortierung der Liste erfolgt nach der Adresse und ist alternativ nach ID, Art (Objekt oder Ensemble), Typ, Datierung, Entwurf oder Kurzbeschreibung sortierbar.

| ID           | Adresse | Art | Typ                                       | Kurzbeschreibung | Datierung                                | Entwurf                                                                          | Ensemble | Bild |
| ------------ | --- | --- | ----------------------------------------- | --- | ---------------------------------------- | -------------------------------------------------------------------------------- | -------- | --- |
| 30915        | Alter Teichweg 124, 126, 128, 130, 132, 134, 136, 140, 142, 144, Dulsberg-Nord 13, o.Nr., Elsässer Straße 8, 10, Hohensteiner Straße 1, 2, 3, 4, 5, 6, 7, 8, 9, 10, 11, 12, 13, 14, Memeler Straße 1, 2, 3, 4, 5, 6, 7, 8, 10, 12, 14, 16, Olivaer Straße 1, 2, 3, 4, 5, 6, 7, 8, 9, 10, 12, Weichselmünder Straße 1, 2, 3, 4, 5, 6, 7, 8, 9, 10, 11, 12, Zoppoter Straße 1, 2, 3, 4, 5, 6, 7, 8, 9, 11 (Lage) | E   |                                           | Siedlung Alter Teichweg / Dulsberg-Nord / Elsässer Straße / Hohensteiner Straße / Memeler Straße / Olivaer Straße / Weichselmünder Straße / Zoppoter Straße |                                          |                                                                                  | 30915    | |
| 22601 (773)  | Alter Teichweg 124 (Lage) | O   | Siedlungsbau                              | | 1921/23                                  | Schumacher, Fritz (Typenplan)                                                    | 30915    | BW |
| 22602 (773)  | Alter Teichweg 126 (Lage) | O   | Siedlungsbau                              | | 1921/23                                  | Schumacher, Fritz (Typenplan)                                                    | 30915    | |
| 22603 (773)  | Alter Teichweg 128 (Lage) | O   | Siedlungsbau                              | | 1921/23                                  | Schumacher, Fritz (Typenplan)                                                    | 30915    | BW |
| 22604 (773)  | Alter Teichweg 130 (Lage) | O   | Siedlungsbau                              | | 1921/23                                  | Schumacher, Fritz (Typenplan)                                                    | 30915    | |
| 22605 (773)  | Alter Teichweg 132 (Lage) | O   | Siedlungsbau                              | | 1921/23                                  | Schumacher, Fritz (Typenplan)                                                    | 30915    | |
| 22607 (773)  | Alter Teichweg 134 (Lage) | O   | Siedlungsbau                              | | 1921/23                                  | Schumacher, Fritz (Typenplan)                                                    | 30915    | |
| 22606 (773)  | Alter Teichweg 136 (Lage) | O   | Siedlungsbau                              | | 1921/23                                  | Schumacher, Fritz (Typenplan)                                                    | 30915    | |
| 22609 (773)  | Alter Teichweg 140 (Lage) | O   | Siedlungsbau                              | | 1921/23                                  | Schumacher, Fritz (Typenplan)                                                    | 30915    | |
| 22608 (773)  | Alter Teichweg 142 (Lage) | O   | Siedlungsbau                              | | 1921/23                                  | Schumacher, Fritz (Typenplan)                                                    | 30915    | |
| 22599 (773)  | Alter Teichweg 144 (Lage) | O   | Siedlungsbau                              | | 1921/23                                  | Schumacher, Fritz (Typenplan)                                                    | 30915    | BW |
| 30916        | Alter Teichweg 200, 200a (Lage) | E   |                                           | Schule Alter Teichweg |                                          |                                                                                  | 30916    | BW |
| 22669 (1761) | Alter Teichweg 200 (Lage) | O   | Schulanlage (Volksschule)                 | Schule Alter Teichweg | 1929/31                                  | Schumacher, Fritz                                                                | 30916    | |
| 22670        | Alter Teichweg 200a (Lage) | O   | Schulanlage (Volksschule)                 | Schule Alter Teichweg | 1929/31                                  | Schumacher, Fritz                                                                | 30916    | BW |
| 30917        | Angelnstraße 1, 3, 5, 7, 9, 11 (Lage) | E   |                                           | Angelnstraße 1–11 |                                          |                                                                                  | 30917    | |
| 22671        | Angelnstraße 1, 11 (Lage) | O   | Siedlungsbau                              | | 1924/27                                  | Klophaus & Schoch (Klophaus, Rudolf/Schoch, August)                              | 30917    | |
| 22672        | Angelnstraße 3 (Lage) | O   | Siedlungsbau                              | | 1924/27                                  | Klophaus & Schoch (Klophaus, Rudolf/Schoch, August)                              | 30917    | |
| 22673        | Angelnstraße 5 (Lage) | O   | Siedlungsbau                              | | 1924/27                                  | Klophaus & Schoch (Klophaus, Rudolf/Schoch, August)                              | 30917    | |
| 22674        | Angelnstraße 7 (Lage) | O   | Siedlungsbau                              | | 1924/27                                  | Klophaus & Schoch (Klophaus, Rudolf/Schoch, August)                              | 30917    | BW |
| 22675        | Angelnstraße 9 (Lage) | O   | Siedlungsbau                              | | 1924/27                                  | Klophaus & Schoch (Klophaus, Rudolf/Schoch, August)                              | 30917    | |
| 22676        | Angelnstraße 11 (Lage) | O   | Siedlungsbau                              | | 1924/27                                  | Klophaus & Schoch (Klophaus, Rudolf/Schoch, August)                              | 30917    | |
| 30918        | Bredstedter Straße 21, 23, 25, Straßburger Straße 2, 4, 6, 8, 10, 12, 14 (Lage) | E   |                                           | Siedlung Bredstedter Straße / Straßburger Straße |                                          |                                                                                  | 30918    | BW |
| 22677        | Bredstedter Straße 21 (Lage) | O   | Siedlungsbau                              | | 1927                                     | Klophaus & Schoch (Klophaus, Rudolf/Schoch, August)                              | 30918    | |
| 22679        | Bredstedter Straße 23 (Lage) | O   | Siedlungsbau                              | | 1927                                     | Klophaus & Schoch (Klophaus, Rudolf/Schoch, August)                              | 30918    | |
| 22680        | Bredstedter Straße 25 (Lage) | O   | Siedlungsbau                              | | 1927                                     | Klophaus & Schoch (Klophaus, Rudolf/Schoch, August)                              | 30918    | |
| 30919        | Bredstedter Straße 26, Dithmarscher Straße 51, 60, Elsässer Straße 30, 32, 34, 36, Schwansenstraße 12, 14, 15, 16, 18, Straßburger Straße 16, 18, 20, 22, 24, 26, 28, 30, 32 (Lage) | E   |                                           | Siedlung Bredstedter Straße / Dithmarscher Straße / Elsässer Straße / Schwansenstraße / Straßburger Straße                                                  |                                          |                                                                                  | 30919    | |
| 22687 (1409) | Bredstedter Straße 26 (Lage) | O   | Siedlungsbau                              | | 1927/28                                  | Klophaus & Schoch (Klophaus, Rudolf/Schoch, August)                              | 30919    | BW |
| 22591        | Dehnhaide auf der Höhe von Nr. 161 (Lage) | O   | Bahnbrücke (S-Bahn)                       | | 1905, vermutl.                           |                                                                                  |          | |
| 30932        | Diedenhofer Straße 2, 6, 12, 18, Dulsberg-Süd 5, 6, 7a, 7b, Elsässer Straße 15, 17, 19, Mülhäuser Straße 1, 2, 3, 4, 5, 6, 7, 8, 9, 10, Oberschlesische Straße 1, 3, 5, 7, 9, 11, Schlettstadter Straße 1, 2, 3, 4, 5 (Lage) | E   |                                           | Franksche Laubenganghäuser Elsässer Straße / Mühlhäuser Straße / Oberschlesische Straße / Schlettstadter Straße                                             |                                          |                                                                                  | 30932    | weitere Bilder |
| 23829 (802)  | Diedenhofer Straße 2 (Lage) | O   | Siedlungsbau, Laubenganghaus              | Franksche Laubenganghäuser | 1929/31                                  | Frank, Paul A. R.                                                                | 30932    | |
| 24441 (802)  | Diedenhofer Straße 6 (Lage) | O   | Siedlungsbau, Laubenganghaus              | Franksche Laubenganghäuser | 1929/31                                  | Frank, Paul A. R.                                                                | 30932    | |
| 24442 (802)  | Diedenhofer Straße 12 (Lage) | O   | Siedlungsbau, Laubenganghaus              | Franksche Laubenganghäuser | 1929/31                                  | Frank, Paul A. R.                                                                | 30932    | |
| 24443 (802)  | Diedenhofer Straße 18 (Lage) | O   | Siedlungsbau, Laubenganghaus              | Franksche Laubenganghäuser | 1929/31                                  | Frank, Paul A. R.                                                                | 30932    | |
| 30920        | Dithmarscher Straße 1, 3, 5, 7, 7a, 9, 9a, 11, 13, 15, 17, 19, 19a, 19b, 19c, 21, Krausestraße 77, 79 (Lage) | E   |                                           | Dithmarscher Straße / Krausestraße |                                          |                                                                                  | 30920    | BW |
| 22709 (1827) | Dithmarscher Straße 1 (Lage) | O   | Wohn- und Geschäftshaus, Hochhaus         | | 1957/60                                  |                                                                                  | 30920    | |
| 22710 (1827) | Dithmarscher Straße 3 (Lage) | O   | Wohn- und Geschäftshaus, Hochhaus         | | 1957/60                                  |                                                                                  | 30920    | |
| 22711 (1827) | Dithmarscher Straße 5 (Lage) | O   | Wohn- und Geschäftshaus, Hochhaus         | | 1957/60                                  |                                                                                  | 30920    | |
| 22712 (1827) | Dithmarscher Straße 7 (Lage) | O   | Ladenzeile                                | | 1957/60                                  |                                                                                  | 30920    | |
| 22713 (1827) | Dithmarscher Straße 7a (Lage) | O   | Ladenzeile                                | | 1957/60                                  |                                                                                  | 30920    | |
| 22714 (1827) | Dithmarscher Straße 9 (Lage) | O   | Ladenzeile                                | | 1957/60                                  |                                                                                  | 30920    | |
| 22721 (1827) | Dithmarscher Straße 9a (Lage) | O   | Ladenzeile                                | | 1957/60                                  |                                                                                  | 30920    | |
| 22715 (1827) | Dithmarscher Straße 11 (Lage) | O   | Ladenzeile                                | | 1957/60                                  |                                                                                  | 30920    | BW |
| 22716 (1827) | Dithmarscher Straße 13 (Lage) | O   | Ladenzeile                                | | 1957/60                                  |                                                                                  | 30920    | |
| 22717 (1827) | Dithmarscher Straße 15 (Lage) | O   | Ladenzeile                                | | 1957/60                                  |                                                                                  | 30920    | BW |
| 22718 (1827) | Dithmarscher Straße 17 (Lage) | O   | Ladenzeile                                | | 1957/60                                  |                                                                                  | 30920    | BW |
| 22719 (1827) | Dithmarscher Straße 19 (Lage) | O   | Ladenzeile                                | | 1957/60                                  |                                                                                  | 30920    | BW |
| 22720 (1827) | Dithmarscher Straße 21 (Lage) | O   | Ladenzeile                                | | 1957/60                                  |                                                                                  | 30920    | |
| 22691 (1409) | Dithmarscher Straße 51 (Lage) | O   | Siedlungsbau                              | | 1927/28                                  | Klophaus & Schoch (Klophaus, Rudolf/Schoch, August)                              | 30919    | BW |
| 22693 (1409) | Dithmarscher Straße 60 (Lage) | O   | Siedlungsbau                              | | 1927/28                                  | Klophaus & Schoch (Klophaus, Rudolf/Schoch, August)                              | 30919    | BW |
| 22610 (773)  | Dulsberg-Nord 13 (Lage) | O   | Siedlungsbau                              | | 1921                                     | Brunke, Carl; Schumacher, Fritz (Typenplan)                                      | 30915    | BW |
| 29291        | Dulsberg-Nord o.Nr. (Lage) | O   | Park (mit gesamter baulicher Ausstattung) | Grünzug Dulsberg | 1925–29                                  | Linne, Otto; Töpfer, Werner                                                      | 30915    | BW |
| 30921        | Dulsberg-Süd 1, 1a, 2, 3, 4, Elsässer Straße 12, 14, 16, 18, 20, 22, 24, 26, 28, Gebweiler Straße 1, 2, 3, 4, 5, 6, 7, 8, 9, 10, 11, 12, 13, 14, 15, 16, 18, Straßburger Platz 1, 3, 5, 7, 9, 11, Weißenburger Straße 6, 8, 10, 12, 14, 16, 18, 20 (Lage) | E   |                                           | Dulsberg-Siedlung |                                          |                                                                                  | 30921    | [[Vorlage:Bilderwunsch/code!/C:53.58245,10.06141!/D:Dulsberg-Süd 1, 1a, 2, 3, 4, Elsässer Straße 12, 14, 16, 18, 20, 22, 24, 26, 28, Gebweiler Straße 1, 2, 3, 4, 5, 6, 7, 8, 9, 10, 11, 12, 13, 14, 15, 16, 18, Straßburger Platz 1, 3, 5, 7, 9, 11, Weißenburger Straße 6, 8, 10, 12, 14, 16, 18, 20!/\|BW]] |
| 22722 (810)  | Dulsberg-Süd 1 (Lage) | O   | Siedlungsbau                              | | 1922/23                                  | Brunke, Carl; Schumacher, Fritz (Vorentwurf)                                     | 30921    | |
| 20635 (810)  | Dulsberg-Süd 1a (Lage) | O   | Siedlungsbau                              | | 1922/23                                  | Brunke, Carl; Schumacher, Fritz (Vorentwurf)                                     | 30921    | |
| 22723 (810)  | Dulsberg-Süd 2 (Lage) | O   | Siedlungsbau                              | | 1922/23                                  | Brunke, Carl; Schumacher, Fritz (Vorentwurf)                                     | 30921    | |
| 20636 (810)  | Dulsberg-Süd 3 (Lage) | O   | Siedlungsbau                              | | 1922/23                                  | Brunke, Carl; Schumacher, Fritz (Vorentwurf)                                     | 30921    | |
| 20637 (810)  | Dulsberg-Süd 4 (Lage) | O   | Siedlungsbau                              | | 1922/23                                  | Brunke, Carl; Schumacher, Fritz (Vorentwurf)                                     | 30921    | |
| 22787 (802)  | Dulsberg-Süd 5 (Lage) | O   | Siedlungsbau, Laubenganghaus              | Franksche Laubenganghäuser | 1929/31                                  | Frank, Paul A. R.                                                                | 30932    | |
| 22793 (802)  | Dulsberg-Süd 6 (Lage) | O   | Siedlungsbau, Laubenganghaus              | Franksche Laubenganghäuser | 1929/31                                  | Frank, Paul A. R.                                                                | 30932    | |
| 23827 (802)  | Dulsberg-Süd 7a (Lage) | O   | Siedlungsbau, Laubenganghaus              | Franksche Laubenganghäuser | 1929/31                                  | Frank, Paul A. R.                                                                | 30932    | |
| 23828 (802)  | Dulsberg-Süd 7b (Lage) | O   | Siedlungsbau, Laubenganghaus              | Franksche Laubenganghäuser | 1929/31                                  | Frank, Paul A. R.                                                                | 30932    | |
| 30933        | Dulsberg-Süd 9, 10, 11, 12, 13, 14, Königshütter Straße 2, 4, 6, 8, 10, 12, 14, 16, 18, 20, 22, 24, Naumannplatz 1, 2, 3, 4, 5, 6, 7, 8, 9, 10, 11, 12, 13, 14, 15, 16, 17, 18, 19, 20, 21, 22, 23, 24, Nordschleswiger Straße 41, 43, 45, 47, 49, 51, 53, 55, 57, 59, Oberschlesische Straße 17, 19, 21, 23, 25, 27 (Lage)                                                                                    | E   |                                           | Naumannplatz-Siedlung |                                          |                                                                                  | 30933    | weitere Bilder |
| 21705        | Dulsberg-Süd 9 (Lage) | O   | Siedlungsbau                              | | 1928                                     | Klophaus, Schoch, zu Putlitz (Klophaus, Rudolf/Schoch, August/zu Putlitz, Erich) | 30933    | |
| 22821        | Dulsberg-Süd 10 (Lage) | O   | Siedlungsbau                              | | 1928                                     | Klophaus, Schoch, zu Putlitz (Klophaus, Rudolf/Schoch, August/zu Putlitz, Erich) | 30933    | BW |
| 22822        | Dulsberg-Süd 11 (Lage) | O   | Siedlungsbau                              | | 1928                                     | Klophaus, Schoch, zu Putlitz (Klophaus, Rudolf/Schoch, August/zu Putlitz, Erich) | 30933    | |
| 22823        | Dulsberg-Süd 12 (Lage) | O   | Siedlungsbau                              | | 1928                                     | Klophaus, Schoch, zu Putlitz (Klophaus, Rudolf/Schoch, August/zu Putlitz, Erich) | 30933    | |
| 22824        | Dulsberg-Süd 13 (Lage) | O   | Siedlungsbau                              | | 1928                                     | Klophaus, Schoch, zu Putlitz (Klophaus, Rudolf/Schoch, August/zu Putlitz, Erich) | 30933    | |
| 21696        | Dulsberg-Süd 14 (Lage) | O   | Siedlungsbau                              | | 1928                                     | Klophaus, Schoch, zu Putlitz (Klophaus, Rudolf/Schoch, August/zu Putlitz, Erich) | 30933    | |
| 30931        | Dulsberg-Süd 26, Eulenkamp 65, 67, 69 (Lage) | E   |                                           | Dietrich-Bonhöffer-Kirche Dulsberg Dulsberg-Süd / Eulenkamp                                                                                                 |                                          |                                                                                  | 30931    | BW |
| 22784        | Dulsberg-Süd 26 (Lage) | O   | Kirchengebäude                            | Dietrich-Bonhoeffer-Kirche | 1967/69                                  | Laage, Gerhart                                                                   | 30931    | BW |
| 30914        | Eilbektal o.Nr., Krausestraße 120 (Lage) | E   |                                           | S-Bahnhof Friedrichsberg |                                          |                                                                                  | 30914    | BW |
| 22858        | Eilbektal o.Nr. (Lage) | O   | Bahnbrücke (S-Bahn)                       | Brücke der S-Bahn-Linie S1 über Eilbektal am Bahnhof Friedrichsberg                                                                                         | 20. Jh., 1. Viertel                      |                                                                                  | 30914    | BW |
| 22600 (773)  | Elsässer Straße 8 (Lage) | O   | Siedlungsbau                              | | 1921                                     | Brunke, Carl; Schumacher, Fritz (Typenplan)                                      | 30915    | |
| 22619 (773)  | Elsässer Straße 10 (Lage) | O   | Siedlungsbau                              | | 1921                                     | Brunke, Carl; Schumacher, Fritz (Typenplan)                                      | 30915    | |
| 20633 (810)  | Elsässer Straße 12 (Lage) | O   | Siedlungsbau                              | | 1922/23                                  | Brunke, Carl; Schumacher, Fritz (Vorentwurf)                                     | 30921    | |
| 20638 (810)  | Elsässer Straße 14 (Lage) | O   | Siedlungsbau                              | | 1922/23                                  | Brunke, Carl; Schumacher, Fritz (Vorentwurf)                                     | 30921    | |
| 22792 (802)  | Elsässer Straße 15 (Lage) | O   | Siedlungsbau, Laubenganghaus              | Franksche Laubenganghäuser | 1929/31                                  | Frank, Paul A. R.                                                                | 30932    | |
| 20639 (810)  | Elsässer Straße 16 (Lage) | O   | Siedlungsbau                              | | 1922/23                                  | Brunke, Carl; Schumacher, Fritz (Vorentwurf)                                     | 30921    | |
| 22794 (802)  | Elsässer Straße 17 (Lage) | O   | Siedlungsbau, Laubenganghaus              | Franksche Laubenganghäuser | 1929/31                                  | Frank, Paul A. R.                                                                | 30932    | |
| 20640 (810)  | Elsässer Straße 18 (Lage) | O   | Siedlungsbau                              | | 1922/23                                  | Brunke, Carl; Schumacher, Fritz (Vorentwurf)                                     | 30921    | |
| 22795 (802)  | Elsässer Straße 19 (Lage) | O   | Siedlungsbau, Laubenganghaus              | Franksche Laubenganghäuser | 1929/31                                  | Frank, Paul A. R.                                                                | 30932    | |
| 20641 (810)  | Elsässer Straße 20 (Lage) | O   | Siedlungsbau                              | | 1922/23                                  | Brunke, Carl; Schumacher, Fritz (Vorentwurf)                                     | 30921    | |
| 20642 (810)  | Elsässer Straße 22 (Lage) | O   | Siedlungsbau                              | | 1922/23                                  | Brunke, Carl; Schumacher, Fritz (Vorentwurf)                                     | 30921    | |
| 20643 (810)  | Elsässer Straße 24 (Lage) | O   | Siedlungsbau                              | | 1922/23                                  | Brunke, Carl; Schumacher, Fritz (Vorentwurf)                                     | 30921    | BW |
| 20644 (810)  | Elsässer Straße 26 (Lage) | O   | Siedlungsbau                              | | 1922/23                                  | Brunke, Carl; Schumacher, Fritz (Vorentwurf)                                     | 30921    | |
| 22727 (810)  | Elsässer Straße 28 (Lage) | O   | Siedlungsbau                              | | 1922/23                                  | Brunke, Carl; Schumacher, Fritz (Vorentwurf)                                     | 30921    | |
| 22694 (1409) | Elsässer Straße 30 (Lage) | O   | Siedlungsbau                              | | 1927/28                                  | Klophaus & Schoch (Klophaus, Rudolf/Schoch, August)                              | 30919    | |
| 22705 (1409) | Elsässer Straße 32 (Lage) | O   | Siedlungsbau                              | | 1927/28                                  | Klophaus & Schoch (Klophaus, Rudolf/Schoch, August)                              | 30919    | |
| 22706 (1409) | Elsässer Straße 34 (Lage) | O   | Siedlungsbau                              | | 1927/28                                  | Klophaus & Schoch (Klophaus, Rudolf/Schoch, August)                              | 30919    | |
| 22690 (1409) | Elsässer Straße 36 (Lage) | O   | Siedlungsbau                              | | 1927/28                                  | Klophaus & Schoch (Klophaus, Rudolf/Schoch, August)                              | 30919    | |
| 22594 (1819) | Eulenkamp 41 (Lage) | O   | Bücherhalle                               | | 1955                                     | Suhr, John                                                                       |          | weitere Bilder |
| 22782        | Eulenkamp 65 (Lage) | O   | Pastorat/Gemeindehaus                     | Dietrich-Bonhoeffer-Kirche, Pastorat/Gemeindezentrum | 1967/69                                  | Laage, Gerhart                                                                   | 30931    | BW |
| 22781        | Eulenkamp 67 (Lage) | O   | Pastorat/Gemeindehaus                     | Dietrich-Bonhoeffer-Kirche, Pastorat/Gemeindezentrum | 1967/69                                  | Laage, Gerhart                                                                   | 30931    | BW |
| 22783        | Eulenkamp 69 (Lage) | O   | Gemeindezentrum                           | Dietrich-Bonhoeffer-Kirche, Gemeindezentrum | 1967/69                                  | Laage, Gerhart                                                                   | 30931    | BW |
| 23334        | Eulenkamp an der Einmündung Elsässer Straße (Lage) | O   | Grenzstein                                | | 1900, um                                 |                                                                                  |          | BW |
| 23819        | Eulenkamp Ecke Kolpingweg (Lage) | O   | Grenzstein                                | | 1900. um                                 |                                                                                  |          | BW |
| 23820        | Eulenkamp o.Nr. (Lage) | O   | Grenzstein                                | | 1900, um                                 |                                                                                  |          | BW |
| 23821        | Eulenkamp o.Nr. (Lage) | O   | Grenzstein                                | | 1900, um                                 |                                                                                  |          | BW |
| 24241        | Eulenkamp o.Nr. (Lage) | O   | Grenzstein; Pflastersteinreihe            | | 1900, um                                 |                                                                                  |          | BW |
| 30934        | Forbacher Straße 1, 2, 3, 4, 5, 6, 7, 8, 9, 10, 11, 12, Lothringer Straße 2, 4, 6, 8, 10, 12, Metzer Straße 1, 2, 3, 4, 5, 6, 7, 8, 9, 10, 11, 12, Straßburger Straße 1, 3, 5, 7, 9, 11, 13, 15, 17, Vogesenstraße 2, 4, 6, 8, 10, 12, 14, 16, 18, Weißenburger Straße 1, 3, 5, 7, 9, 11 (Lage) | E   |                                           | Siedlung Forbacher Straße / Lothringer Straße / Metzer Straße / Straßburger Straße / Vogesenstraße / Weißenburger Straße                                    |                                          |                                                                                  | 30934    | |
| 20655 (809)  | Forbacher Straße 1 (Lage) | O   | Siedlungsbau                              | | 1921                                     | Ranck, Christoph; Schumacher, Fritz (Vorentwurf)                                 | 30934    | |
| 20654 (809)  | Forbacher Straße 2 (Lage) | O   | Siedlungsbau                              | | 1921                                     | Ranck, Christoph; Schumacher, Fritz (Vorentwurf)                                 | 30934    | |
| 22861 (809)  | Forbacher Straße 3 (Lage) | O   | Siedlungsbau                              | | 1921                                     | Ranck, Christoph; Schumacher, Fritz (Vorentwurf)                                 | 30934    | |
| 22866 (809)  | Forbacher Straße 4 (Lage) | O   | Siedlungsbau                              | | 1921                                     | Ranck, Christoph; Schumacher, Fritz (Vorentwurf)                                 | 30934    | |
| 22862 (809)  | Forbacher Straße 5 (Lage) | O   | Siedlungsbau                              | | 1921                                     | Ranck, Christoph; Schumacher, Fritz (Vorentwurf)                                 | 30934    | |
| 22867 (809)  | Forbacher Straße 6 (Lage) | O   | Siedlungsbau                              | | 1921                                     | Ranck, Christoph; Schumacher, Fritz (Vorentwurf)                                 | 30934    | |
| 22863 (809)  | Forbacher Straße 7 (Lage) | O   | Siedlungsbau                              | | 1921                                     | Ranck, Christoph; Schumacher, Fritz (Vorentwurf)                                 | 30934    | |
| 22868 (809)  | Forbacher Straße 8 (Lage) | O   | Siedlungsbau                              | | 1921                                     | Ranck, Christoph; Schumacher, Fritz (Vorentwurf)                                 | 30934    | |
| 22864 (809)  | Forbacher Straße 9 (Lage) | O   | Siedlungsbau                              | | 1921                                     | Ranck, Christoph; Schumacher, Fritz (Vorentwurf)                                 | 30934    | |
| 22869 (809)  | Forbacher Straße 10 (Lage) | O   | Siedlungsbau                              | | 1921                                     | Ranck, Christoph; Schumacher, Fritz (Vorentwurf)                                 | 30934    | |
| 22865 (809)  | Forbacher Straße 11 (Lage) | O   | Siedlungsbau                              | | 1921                                     | Ranck, Christoph; Schumacher, Fritz (Vorentwurf)                                 | 30934    | |
| 22870 (809)  | Forbacher Straße 12 (Lage) | O   | Siedlungsbau                              | | 1921                                     | Ranck, Christoph; Schumacher, Fritz (Vorentwurf)                                 | 30934    | |
| 22726 (810)  | Gebweiler Straße 1 (Lage) | O   | Siedlungsbau                              | | 1922/23                                  | Brunke, Carl; Schumacher, Fritz (Vorentwurf)                                     | 30921    | |
| 22724 (810)  | Gebweiler Straße 2 (Lage) | O   | Siedlungsbau                              | | 1922/23                                  | Brunke, Carl; Schumacher, Fritz (Vorentwurf)                                     | 30921    | |
| 22760 (810)  | Gebweiler Straße 3 (Lage) | O   | Siedlungsbau                              | | 1922/23                                  | Brunke, Carl; Schumacher, Fritz (Vorentwurf)                                     | 30921    | |
| 22761 (810)  | Gebweiler Straße 4 (Lage) | O   | Siedlungsbau                              | | 1922/23                                  | Brunke, Carl; Schumacher, Fritz (Vorentwurf)                                     | 30921    | |
| 22759 (810)  | Gebweiler Straße 5 (Lage) | O   | Siedlungsbau                              | | 1922/23                                  | Brunke, Carl; Schumacher, Fritz (Vorentwurf)                                     | 30921    | |
| 22762 (810)  | Gebweiler Straße 6 (Lage) | O   | Siedlungsbau                              | | 1922/23                                  | Brunke, Carl; Schumacher, Fritz (Vorentwurf)                                     | 30921    | |
| 22728 (810)  | Gebweiler Straße 7 (Lage) | O   | Siedlungsbau                              | | 1922/23                                  | Brunke, Carl; Schumacher, Fritz (Vorentwurf)                                     | 30921    | |
| 22763 (810)  | Gebweiler Straße 8 (Lage) | O   | Siedlungsbau                              | | 1922/23                                  | Brunke, Carl; Schumacher, Fritz (Vorentwurf)                                     | 30921    | |
| 22729 (810)  | Gebweiler Straße 9 (Lage) | O   | Siedlungsbau                              | | 1922/23                                  | Brunke, Carl; Schumacher, Fritz (Vorentwurf)                                     | 30921    | |
| 22764 (810)  | Gebweiler Straße 10 (Lage) | O   | Siedlungsbau                              | | 1922/23                                  | Brunke, Carl; Schumacher, Fritz (Vorentwurf)                                     | 30921    | |
| 22730 (810)  | Gebweiler Straße 11 (Lage) | O   | Siedlungsbau                              | | 1922/23                                  | Brunke, Carl; Schumacher, Fritz (Vorentwurf)                                     | 30921    | |
| 22765 (810)  | Gebweiler Straße 12 (Lage) | O   | Siedlungsbau                              | | 1922/23                                  | Brunke, Carl; Schumacher, Fritz (Vorentwurf)                                     | 30921    | |
| 22731 (810)  | Gebweiler Straße 13 (Lage) | O   | Siedlungsbau                              | | 1922/23                                  | Brunke, Carl; Schumacher, Fritz (Vorentwurf)                                     | 30921    | |
| 22766 (810)  | Gebweiler Straße 14 (Lage) | O   | Siedlungsbau                              | | 1922/23                                  | Brunke, Carl; Schumacher, Fritz (Vorentwurf)                                     | 30921    | |
| 22732 (810)  | Gebweiler Straße 15 (Lage) | O   | Siedlungsbau                              | | 1922/23                                  | Brunke, Carl; Schumacher, Fritz (Vorentwurf)                                     | 30921    | |
| 22767 (810)  | Gebweiler Straße 16 (Lage) | O   | Siedlungsbau                              | | 1922/23                                  | Brunke, Carl; Schumacher, Fritz (Vorentwurf)                                     | 30921    | |
| 22768 (810)  | Gebweiler Straße 18 (Lage) | O   | Siedlungsbau                              | | 1922/23                                  | Brunke, Carl; Schumacher, Fritz (Vorentwurf)                                     | 30921    | |
| 22612 (773)  | Hohensteiner Straße 1 (Lage) | O   | Siedlungsbau                              | | 1921                                     | Löwengard, Alfred; Schumacher, Fritz (Typenplan)                                 | 30915    | |
| 22611 (773)  | Hohensteiner Straße 2 (Lage) | O   | Siedlungsbau                              | | 1921                                     | Löwengard, Alfred; Schumacher, Fritz (Typenplan)                                 | 30915    | |
| 22630 (773)  | Hohensteiner Straße 3 (Lage) | O   | Siedlungsbau                              | | 1921                                     | Löwengard, Alfred; Schumacher, Fritz (Typenplan)                                 | 30915    | |
| 22636 (773)  | Hohensteiner Straße 4 (Lage) | O   | Siedlungsbau                              | | 1921                                     | Löwengard, Alfred; Schumacher, Fritz (Typenplan)                                 | 30915    | |
| 22631 (773)  | Hohensteiner Straße 5 (Lage) | O   | Siedlungsbau                              | | 1921                                     | Löwengard, Alfred; Schumacher, Fritz (Typenplan)                                 | 30915    | |
| 22637 (773)  | Hohensteiner Straße 6 (Lage) | O   | Siedlungsbau                              | | 1921                                     | Löwengard, Alfred; Schumacher, Fritz (Typenplan)                                 | 30915    | |
| 22632 (773)  | Hohensteiner Straße 7 (Lage) | O   | Siedlungsbau                              | | 1921                                     | Löwengard, Alfred; Schumacher, Fritz (Typenplan)                                 | 30915    | |
| 22638 (773)  | Hohensteiner Straße 8 (Lage) | O   | Siedlungsbau                              | | 1921                                     | Löwengard, Alfred; Schumacher, Fritz (Typenplan)                                 | 30915    | |
| 22633 (773)  | Hohensteiner Straße 9 (Lage) | O   | Siedlungsbau                              | | 1921                                     | Löwengard, Alfred; Schumacher, Fritz (Typenplan)                                 | 30915    | |
| 22639 (773)  | Hohensteiner Straße 10 (Lage) | O   | Siedlungsbau                              | | 1921                                     | Löwengard, Alfred; Schumacher, Fritz (Typenplan)                                 | 30915    | |
| 22634 (773)  | Hohensteiner Straße 11 (Lage) | O   | Siedlungsbau                              | | 1921                                     | Löwengard, Alfred; Schumacher, Fritz (Typenplan)                                 | 30915    | |
| 22640 (773)  | Hohensteiner Straße 12 (Lage) | O   | Siedlungsbau                              | | 1921                                     | Löwengard, Alfred; Schumacher, Fritz (Typenplan)                                 | 30915    | |
| 22635 (773)  | Hohensteiner Straße 13 (Lage) | O   | Siedlungsbau                              | | 1921                                     | Löwengard, Alfred; Schumacher, Fritz (Typenplan)                                 | 30915    | |
| 22641 (773)  | Hohensteiner Straße 14 (Lage) | O   | Siedlungsbau                              | | 1921                                     | Löwengard, Alfred; Schumacher, Fritz (Typenplan)                                 | 30915    | |
| 21702        | Königshütter Straße 2 (Lage) | O   | Siedlungsbau                              | | 1928                                     | Klophaus, Schoch, zu Putlitz (Klophaus, Rudolf/Schoch, August/zu Putlitz, Erich) | 30933    | |
| 21700        | Königshütter Straße 4 (Lage) | O   | Siedlungsbau                              | | 1928                                     | Klophaus, Schoch, zu Putlitz (Klophaus, Rudolf/Schoch, August/zu Putlitz, Erich) | 30933    | |
| 22812        | Königshütter Straße 6 (Lage) | O   | Siedlungsbau                              | | 1928                                     | Klophaus, Schoch, zu Putlitz (Klophaus, Rudolf/Schoch, August/zu Putlitz, Erich) | 30933    | |
| 22813        | Königshütter Straße 8 (Lage) | O   | Siedlungsbau                              | | 1928                                     | Klophaus, Schoch, zu Putlitz (Klophaus, Rudolf/Schoch, August/zu Putlitz, Erich) | 30933    | |
| 22814        | Königshütter Straße 10 (Lage) | O   | Siedlungsbau                              | | 1928                                     | Klophaus, Schoch, zu Putlitz (Klophaus, Rudolf/Schoch, August/zu Putlitz, Erich) | 30933    | |
| 22815        | Königshütter Straße 12 (Lage) | O   | Siedlungsbau                              | | 1928                                     | Klophaus, Schoch, zu Putlitz (Klophaus, Rudolf/Schoch, August/zu Putlitz, Erich) | 30933    | |
| 22816        | Königshütter Straße 14 (Lage) | O   | Siedlungsbau                              | | 1928                                     | Klophaus, Schoch, zu Putlitz (Klophaus, Rudolf/Schoch, August/zu Putlitz, Erich) | 30933    | |
| 22817        | Königshütter Straße 16 (Lage) | O   | Siedlungsbau                              | | 1928                                     | Klophaus, Schoch, zu Putlitz (Klophaus, Rudolf/Schoch, August/zu Putlitz, Erich) | 30933    | BW |
| 22818        | Königshütter Straße 18 (Lage) | O   | Siedlungsbau                              | | 1928                                     | Klophaus, Schoch, zu Putlitz (Klophaus, Rudolf/Schoch, August/zu Putlitz, Erich) | 30933    | BW |
| 22819        | Königshütter Straße 20 (Lage) | O   | Siedlungsbau                              | | 1928                                     | Klophaus, Schoch, zu Putlitz (Klophaus, Rudolf/Schoch, August/zu Putlitz, Erich) | 30933    | BW |
| 22820        | Königshütter Straße 22 (Lage) | O   | Siedlungsbau                              | | 1928                                     | Klophaus, Schoch, zu Putlitz (Klophaus, Rudolf/Schoch, August/zu Putlitz, Erich) | 30933    | BW |
| 21695        | Königshütter Straße 24 (Lage) | O   | Siedlungsbau                              | | 1928                                     | Klophaus, Schoch, zu Putlitz (Klophaus, Rudolf/Schoch, August/zu Putlitz, Erich) | 30933    | BW |
| 30935        | Krausestraße 53, Lothringer Straße 1 (Lage) | E   |                                           | Gymnasium Krausestraße |                                          |                                                                                  | 30935    | BW |
| 22902 (1760) | Krausestraße 53 (Lage) | O   | Schulgebäude                              | Volksschule Ahrensburger Straße, ehem. (Gymnasium Krausestraße; Emil-Krause-Gym.)                                                                           | 1919/23                                  | Schumacher, Fritz                                                                | 30935    | |
| 22708 (1827) | Krausestraße 77 (Lage) | O   | Wohn- und Geschäftshaus, Hochhaus         | | 1957/60                                  |                                                                                  | 30920    | |
| 22707 (1827) | Krausestraße 79 (Lage) | O   | Wohn- und Geschäftshaus, Hochhaus         | | 1957/60                                  |                                                                                  | 30920    | |
| 22590        | Krausestraße 118 (Lage) | O   | Pavillon, Verkaufspavillon                | | 1952, vermutl.                           |                                                                                  |          | |
| 22856        | Krausestraße 120 (Lage) | O   | Bahnhof (S-Bahn)                          | Bahnhof Friedrichsberg | 1907; 1953 (Wiederaufbau)                |                                                                                  | 30914    | BW |
| 22593        | Krausestraße o.Nr. (Lage) | O   | Straßenbrücke                             | Krausestraßenbrücke über den Osterbekkanal | 1920er Jahre                             |                                                                                  |          | BW |
| 23212        | Krausestraßenbrücke o.Nr. (Lage) | O   | Straßenbrücke                             | Krausestraßenbrücke über den Osterbekkanal | 1920er Jahre                             |                                                                                  |          | BW |
| 22901 (1760) | Lothringer Straße 1 (Lage) | O   | Schulgebäude                              | Volksschule Ahrensburger Straße, ehem. (Gymnasium Krausestraße; Emil-Krause-Gymnasium)                                                                      | 1919/23                                  | Schumacher, Fritz                                                                | 30935    | BW |
| 20653 (809)  | Lothringer Straße 2 (Lage) | O   | Siedlungsbau                              | | 1921                                     | Ranck, Christoph; Schumacher, Fritz (Vorentwurf)                                 | 30934    | |
| 22871 (809)  | Lothringer Straße 4 (Lage) | O   | Siedlungsbau                              | | 1921                                     | Ranck, Christoph; Schumacher, Fritz (Vorentwurf)                                 | 30934    | |
| 22872 (809)  | Lothringer Straße 6 (Lage) | O   | Siedlungsbau                              | | 1921                                     | Ranck, Christoph; Schumacher, Fritz (Vorentwurf)                                 | 30934    | |
| 22873 (809)  | Lothringer Straße 8 (Lage) | O   | Siedlungsbau                              | | 1921                                     | Ranck, Christoph; Schumacher, Fritz (Vorentwurf)                                 | 30934    | |
| 22874 (809)  | Lothringer Straße 10 (Lage) | O   | Siedlungsbau                              | | 1921                                     | Ranck, Christoph; Schumacher, Fritz (Vorentwurf)                                 | 30934    | |
| 20650 (809)  | Lothringer Straße 12 (Lage) | O   | Siedlungsbau                              | | 1921                                     | Ranck, Christoph; Schumacher, Fritz (Vorentwurf)                                 | 30934    | |
| 22618 (773)  | Memeler Straße 1 (Lage) | O   | Siedlungsbau                              | | 1921                                     | Brunke, Carl; Schumacher, Fritz (Typenplan)                                      | 30915    | |
| 22617 (773)  | Memeler Straße 2 (Lage) | O   | Siedlungsbau                              | | 1921                                     | Brunke, Carl; Schumacher, Fritz (Typenplan)                                      | 30915    | |
| 22620 (773)  | Memeler Straße 3 (Lage) | O   | Siedlungsbau                              | | 1921                                     | Brunke, Carl; Schumacher, Fritz (Typenplan)                                      | 30915    | |
| 22623 (773)  | Memeler Straße 4 (Lage) | O   | Siedlungsbau                              | | 1921                                     | Brunke, Carl; Schumacher, Fritz (Typenplan)                                      | 30915    | |
| 22621 (773)  | Memeler Straße 5 (Lage) | O   | Siedlungsbau                              | | 1921                                     | Brunke, Carl; Schumacher, Fritz (Typenplan)                                      | 30915    | |
| 22624 (773)  | Memeler Straße 6 (Lage) | O   | Siedlungsbau                              | | 1921                                     | Brunke, Carl; Schumacher, Fritz (Typenplan)                                      | 30915    | |
| 22622 (773)  | Memeler Straße 7 (Lage) | O   | Siedlungsbau                              | | 1921                                     | Brunke, Carl; Schumacher, Fritz (Typenplan)                                      | 30915    | |
| 22625 (773)  | Memeler Straße 8 (Lage) | O   | Siedlungsbau                              | | 1921                                     | Brunke, Carl; Schumacher, Fritz (Typenplan)                                      | 30915    | |
| 22626 (773)  | Memeler Straße 10 (Lage) | O   | Siedlungsbau                              | | 1921                                     | Brunke, Carl; Schumacher, Fritz (Typenplan)                                      | 30915    | |
| 22627 (773)  | Memeler Straße 12 (Lage) | O   | Siedlungsbau                              | | 1921                                     | Brunke, Carl; Schumacher, Fritz (Typenplan)                                      | 30915    | |
| 22628 (773)  | Memeler Straße 14 (Lage) | O   | Siedlungsbau                              | | 1921                                     | Brunke, Carl; Schumacher, Fritz (Typenplan)                                      | 30915    | |
| 22629 (773)  | Memeler Straße 16 (Lage) | O   | Siedlungsbau                              | | 1921                                     | Brunke, Carl; Schumacher, Fritz (Typenplan)                                      | 30915    | |
| 22592 (436)  | Memeler Straße auf der Höhe von Nr. 7 (Lage) | O   | Gedenkstein                               | Gedenkstein Memeldank | 1935                                     |                                                                                  |          | |
| 22859 (809)  | Metzer Straße 1 (Lage) | O   | Siedlungsbau                              | | 1921                                     | Ranck, Christoph; Schumacher, Fritz (Vorentwurf)                                 | 30934    | |
| 20656 (809)  | Metzer Straße 2 (Lage) | O   | Siedlungsbau                              | | 1921                                     | Ranck, Christoph; Schumacher, Fritz (Vorentwurf)                                 | 30934    | |
| 22875 (809)  | Metzer Straße 3 (Lage) | O   | Siedlungsbau                              | | 1921                                     | Ranck, Christoph; Schumacher, Fritz (Vorentwurf)                                 | 30934    | |
| 22880 (809)  | Metzer Straße 4 (Lage) | O   | Siedlungsbau                              | | 1921                                     | Ranck, Christoph; Schumacher, Fritz (Vorentwurf)                                 | 30934    | |
| 22876 (809)  | Metzer Straße 5 (Lage) | O   | Siedlungsbau                              | | 1921                                     | Ranck, Christoph; Schumacher, Fritz (Vorentwurf)                                 | 30934    | |
| 22881 (809)  | Metzer Straße 6 (Lage) | O   | Siedlungsbau                              | | 1921                                     | Ranck, Christoph; Schumacher, Fritz (Vorentwurf)                                 | 30934    | |
| 22877 (809)  | Metzer Straße 7 (Lage) | O   | Siedlungsbau                              | | 1921                                     | Ranck, Christoph; Schumacher, Fritz (Vorentwurf)                                 | 30934    | |
| 22882 (809)  | Metzer Straße 8 (Lage) | O   | Siedlungsbau                              | | 1921                                     | Ranck, Christoph; Schumacher, Fritz (Vorentwurf)                                 | 30934    | |
| 22878 (809)  | Metzer Straße 9 (Lage) | O   | Siedlungsbau                              | | 1921                                     | Ranck, Christoph; Schumacher, Fritz (Vorentwurf)                                 | 30934    | |
| 22883 (809)  | Metzer Straße 10 (Lage) | O   | Siedlungsbau                              | | 1921                                     | Ranck, Christoph; Schumacher, Fritz (Vorentwurf)                                 | 30934    | |
| 22879 (809)  | Metzer Straße 11 (Lage) | O   | Siedlungsbau                              | | 1921                                     | Ranck, Christoph; Schumacher, Fritz (Vorentwurf)                                 | 30934    | |
| 22884 (809)  | Metzer Straße 12 (Lage) | O   | Siedlungsbau                              | | 1921                                     | Ranck, Christoph; Schumacher, Fritz (Vorentwurf)                                 | 30934    | |
| 22791 (802)  | Mülhäuser Straße 1 (Lage) | O   | Siedlungsbau, Laubenganghaus              | Franksche Laubenganghäuser | 1929/31                                  | Frank, Paul A. R.                                                                | 30932    | |
| 22790 (802)  | Mülhäuser Straße 2 (Lage) | O   | Siedlungsbau, Laubenganghaus              | Franksche Laubenganghäuser | 1929/31                                  | Frank, Paul A. R.                                                                | 30932    | |
| 22796 (802)  | Mülhäuser Straße 3 (Lage) | O   | Siedlungsbau, Laubenganghaus              | Franksche Laubenganghäuser | 1929/31                                  | Frank, Paul A. R.                                                                | 30932    | |
| 22800 (802)  | Mülhäuser Straße 4 (Lage) | O   | Siedlungsbau, Laubenganghaus              | Franksche Laubenganghäuser | 1929/31                                  | Frank, Paul A. R.                                                                | 30932    | |
| 22797 (802)  | Mülhäuser Straße 5 (Lage) | O   | Siedlungsbau, Laubenganghaus              | Franksche Laubenganghäuser | 1929/31                                  | Frank, Paul A. R.                                                                | 30932    | |
| 22801 (802)  | Mülhäuser Straße 6 (Lage) | O   | Siedlungsbau, Laubenganghaus              | Franksche Laubenganghäuser | 1929/31                                  | Frank, Paul A. R.                                                                | 30932    | |
| 22798 (802)  | Mülhäuser Straße 7 (Lage) | O   | Siedlungsbau, Laubenganghaus              | Franksche Laubenganghäuser | 1929/31                                  | Frank, Paul A. R.                                                                | 30932    | |
| 22802 (802)  | Mülhäuser Straße 8 (Lage) | O   | Siedlungsbau, Laubenganghaus              | Franksche Laubenganghäuser | 1929/31                                  | Frank, Paul A. R.                                                                | 30932    | |
| 22799 (802)  | Mülhäuser Straße 9 (Lage) | O   | Siedlungsbau, Laubenganghaus              | Franksche Laubenganghäuser | 1929/31                                  | Frank, Paul A. R.                                                                | 30932    | |
| 22803 (802)  | Mülhäuser Straße 10 (Lage) | O   | Siedlungsbau, Laubenganghaus              | Franksche Laubenganghäuser | 1929/31                                  | Frank, Paul A. R.                                                                | 30932    | |
| 21704        | Naumannplatz 1 (Lage) | O   | Siedlungsbau                              | | 1928                                     | Klophaus, Schoch, zu Putlitz (Klophaus, Rudolf/Schoch, August/zu Putlitz, Erich) | 30933    | |
| 21699        | Naumannplatz 2 (Lage) | O   | Siedlungsbau                              | | 1928                                     | Klophaus, Schoch, zu Putlitz (Klophaus, Rudolf/Schoch, August/zu Putlitz, Erich) | 30933    | |
| 22825        | Naumannplatz 3 (Lage) | O   | Siedlungsbau                              | | 1928                                     | Klophaus, Schoch, zu Putlitz (Klophaus, Rudolf/Schoch, August/zu Putlitz, Erich) | 30933    | |
| 22826        | Naumannplatz 4 (Lage) | O   | Siedlungsbau                              | | 1928                                     | Klophaus, Schoch, zu Putlitz (Klophaus, Rudolf/Schoch, August/zu Putlitz, Erich) | 30933    | |
| 22827        | Naumannplatz 5 (Lage) | O   | Siedlungsbau                              | | 1928                                     | Klophaus, Schoch, zu Putlitz (Klophaus, Rudolf/Schoch, August/zu Putlitz, Erich) | 30933    | |
| 22828        | Naumannplatz 6 (Lage) | O   | Siedlungsbau                              | | 1928                                     | Klophaus, Schoch, zu Putlitz (Klophaus, Rudolf/Schoch, August/zu Putlitz, Erich) | 30933    | |
| 22829        | Naumannplatz 7 (Lage) | O   | Siedlungsbau                              | | 1928                                     | Klophaus, Schoch, zu Putlitz (Klophaus, Rudolf/Schoch, August/zu Putlitz, Erich) | 30933    | |
| 22830        | Naumannplatz 8 (Lage) | O   | Siedlungsbau                              | | 1928                                     | Klophaus, Schoch, zu Putlitz (Klophaus, Rudolf/Schoch, August/zu Putlitz, Erich) | 30933    | |
| 22831        | Naumannplatz 9 (Lage) | O   | Siedlungsbau                              | | 1928                                     | Klophaus, Schoch, zu Putlitz (Klophaus, Rudolf/Schoch, August/zu Putlitz, Erich) | 30933    | |
| 24470        | Naumannplatz 10 (Lage) | O   | Siedlungsbau                              | | 1928                                     | Klophaus, Schoch, zu Putlitz (Klophaus, Rudolf/Schoch, August/zu Putlitz, Erich) | 30933    | |
| 22832        | Naumannplatz 11 (Lage) | O   | Siedlungsbau                              | | 1928                                     | Klophaus, Schoch, zu Putlitz (Klophaus, Rudolf/Schoch, August/zu Putlitz, Erich) | 30933    | |
| 22833        | Naumannplatz 12 (Lage) | O   | Siedlungsbau                              | | 1928                                     | Klophaus, Schoch, zu Putlitz (Klophaus, Rudolf/Schoch, August/zu Putlitz, Erich) | 30933    | |
| 22834        | Naumannplatz 13 (Lage) | O   | Siedlungsbau                              | | 1928                                     | Klophaus, Schoch, zu Putlitz (Klophaus, Rudolf/Schoch, August/zu Putlitz, Erich) | 30933    | |
| 22835        | Naumannplatz 14 (Lage) | O   | Siedlungsbau                              | | 1928                                     | Klophaus, Schoch, zu Putlitz (Klophaus, Rudolf/Schoch, August/zu Putlitz, Erich) | 30933    | |
| 22836        | Naumannplatz 15 (Lage) | O   | Siedlungsbau                              | | 1928                                     | Klophaus, Schoch, zu Putlitz (Klophaus, Rudolf/Schoch, August/zu Putlitz, Erich) | 30933    | |
| 22837        | Naumannplatz 16 (Lage) | O   | Siedlungsbau                              | | 1928                                     | Klophaus, Schoch, zu Putlitz (Klophaus, Rudolf/Schoch, August/zu Putlitz, Erich) | 30933    | |
| 22838        | Naumannplatz 17 (Lage) | O   | Siedlungsbau                              | | 1928                                     | Klophaus, Schoch, zu Putlitz (Klophaus, Rudolf/Schoch, August/zu Putlitz, Erich) | 30933    | |
| 22839        | Naumannplatz 18 (Lage) | O   | Siedlungsbau                              | | 1928                                     | Klophaus, Schoch, zu Putlitz (Klophaus, Rudolf/Schoch, August/zu Putlitz, Erich) | 30933    | |
| 22840        | Naumannplatz 19 (Lage) | O   | Siedlungsbau                              | | 1928                                     | Klophaus, Schoch, zu Putlitz (Klophaus, Rudolf/Schoch, August/zu Putlitz, Erich) | 30933    | |
| 22841        | Naumannplatz 20 (Lage) | O   | Siedlungsbau                              | | 1928                                     | Klophaus, Schoch, zu Putlitz (Klophaus, Rudolf/Schoch, August/zu Putlitz, Erich) | 30933    | |
| 22842        | Naumannplatz 21 (Lage) | O   | Siedlungsbau                              | | 1928                                     | Klophaus, Schoch, zu Putlitz (Klophaus, Rudolf/Schoch, August/zu Putlitz, Erich) | 30933    | |
| 22843        | Naumannplatz 22 (Lage) | O   | Siedlungsbau                              | | 1928                                     | Klophaus, Schoch, zu Putlitz (Klophaus, Rudolf/Schoch, August/zu Putlitz, Erich) | 30933    | |
| 22844        | Naumannplatz 23 (Lage) | O   | Siedlungsbau                              | | 1928                                     | Klophaus, Schoch, zu Putlitz (Klophaus, Rudolf/Schoch, August/zu Putlitz, Erich) | 30933    | |
| 22811        | Naumannplatz 24 (Lage) | O   | Siedlungsbau                              | | 1928                                     | Klophaus, Schoch, zu Putlitz (Klophaus, Rudolf/Schoch, August/zu Putlitz, Erich) | 30933    | |
| 21706        | Nordschleswiger Straße 41 (Lage) | O   | Siedlungsbau                              | | 1928                                     | Klophaus, Schoch, zu Putlitz (Klophaus, Rudolf/Schoch, August/zu Putlitz, Erich) | 30933    | |
| 22845        | Nordschleswiger Straße 43 (Lage) | O   | Siedlungsbau                              | | 1928                                     | Klophaus, Schoch, zu Putlitz (Klophaus, Rudolf/Schoch, August/zu Putlitz, Erich) | 30933    | |
| 22846        | Nordschleswiger Straße 45 (Lage) | O   | Siedlungsbau                              | | 1928                                     | Klophaus, Schoch, zu Putlitz (Klophaus, Rudolf/Schoch, August/zu Putlitz, Erich) | 30933    | BW |
| 22847        | Nordschleswiger Straße 47 (Lage) | O   | Siedlungsbau                              | | 1928                                     | Klophaus, Schoch, zu Putlitz (Klophaus, Rudolf/Schoch, August/zu Putlitz, Erich) | 30933    | |
| 22848        | Nordschleswiger Straße 49 (Lage) | O   | Siedlungsbau                              | | 1928                                     | Klophaus, Schoch, zu Putlitz (Klophaus, Rudolf/Schoch, August/zu Putlitz, Erich) | 30933    | |
| 22849        | Nordschleswiger Straße 51 (Lage) | O   | Siedlungsbau                              | | 1928                                     | Klophaus, Schoch, zu Putlitz (Klophaus, Rudolf/Schoch, August/zu Putlitz, Erich) | 30933    | |
| 22850        | Nordschleswiger Straße 53 (Lage) | O   | Siedlungsbau                              | | 1928                                     | Klophaus, Schoch, zu Putlitz (Klophaus, Rudolf/Schoch, August/zu Putlitz, Erich) | 30933    | |
| 22851        | Nordschleswiger Straße 55 (Lage) | O   | Siedlungsbau                              | | 1928                                     | Klophaus, Schoch, zu Putlitz (Klophaus, Rudolf/Schoch, August/zu Putlitz, Erich) | 30933    | |
| 22852        | Nordschleswiger Straße 57 (Lage) | O   | Siedlungsbau                              | | 1928                                     | Klophaus, Schoch, zu Putlitz (Klophaus, Rudolf/Schoch, August/zu Putlitz, Erich) | 30933    | |
| 21698        | Nordschleswiger Straße 59 (Lage) | O   | Siedlungsbau                              | | 1928                                     | Klophaus, Schoch, zu Putlitz (Klophaus, Rudolf/Schoch, August/zu Putlitz, Erich) | 30933    | |
| 22786 (802)  | Oberschlesische Straße 1 (Lage) | O   | Siedlungsbau, Laubenganghaus              | Franksche Laubenganghäuser | 1929/31                                  | Frank, Paul A. R.                                                                | 30932    | |
| 22804 (802)  | Oberschlesische Straße 3 (Lage) | O   | Siedlungsbau, Laubenganghaus              | Franksche Laubenganghäuser | 1929/31                                  | Frank, Paul A. R.                                                                | 30932    | |
| 22805 (802)  | Oberschlesische Straße 5 (Lage) | O   | Siedlungsbau, Laubenganghaus              | Franksche Laubenganghäuser | 1929/31                                  | Frank, Paul A. R.                                                                | 30932    | |
| 22806 (802)  | Oberschlesische Straße 7 (Lage) | O   | Siedlungsbau, Laubenganghaus              | Franksche Laubenganghäuser | 1929/31                                  | Frank, Paul A. R.                                                                | 30932    | |
| 22807 (802)  | Oberschlesische Straße 9 (Lage) | O   | Siedlungsbau, Laubenganghaus              | Franksche Laubenganghäuser | 1929/31                                  | Frank, Paul A. R.                                                                | 30932    | |
| 22808 (802)  | Oberschlesische Straße 11 (Lage) | O   | Siedlungsbau, Laubenganghaus              | Franksche Laubenganghäuser | 1929/31                                  | Frank, Paul A. R.                                                                | 30932    | |
| 21703        | Oberschlesische Straße 17 (Lage) | O   | Siedlungsbau                              | | 1928                                     | Klophaus, Schoch, zu Putlitz (Klophaus, Rudolf/Schoch, August/zu Putlitz, Erich) | 30933    | |
| 21697        | Oberschlesische Straße 19 (Lage) | O   | Siedlungsbau                              | | 1928                                     | Klophaus, Schoch, zu Putlitz (Klophaus, Rudolf/Schoch, August/zu Putlitz, Erich) | 30933    | |
| 22853        | Oberschlesische Straße 21 (Lage) | O   | Siedlungsbau                              | | 1928                                     | Klophaus, Schoch, zu Putlitz (Klophaus, Rudolf/Schoch, August/zu Putlitz, Erich) | 30933    | |
| 22854        | Oberschlesische Straße 23 (Lage) | O   | Siedlungsbau                              | | 1928                                     | Klophaus, Schoch, zu Putlitz (Klophaus, Rudolf/Schoch, August/zu Putlitz, Erich) | 30933    | |
| 22855        | Oberschlesische Straße 25 (Lage) | O   | Siedlungsbau                              | | 1928                                     | Klophaus, Schoch, zu Putlitz (Klophaus, Rudolf/Schoch, August/zu Putlitz, Erich) | 30933    | |
| 21701        | Oberschlesische Straße 27 (Lage) | O   | Siedlungsbau                              | | 1928                                     | Klophaus, Schoch, zu Putlitz (Klophaus, Rudolf/Schoch, August/zu Putlitz, Erich) | 30933    | BW |
| 22614 (773)  | Olivaer Straße 1 (Lage) | O   | Siedlungsbau                              | | 1921/23                                  | Wilkendorf & Wilkening; Schumacher, Fritz (Typenplan)                            | 30915    | |
| 22598 (773)  | Olivaer Straße 2 (Lage) | O   | Siedlungsbau                              | | 1921/23                                  | Wilkendorf & Wilkening; Schumacher, Fritz (Typenplan)                            | 30915    | |
| 22642 (773)  | Olivaer Straße 3 (Lage) | O   | Siedlungsbau                              | | 1921/23                                  | Wilkendorf & Wilkening; Schumacher, Fritz (Typenplan)                            | 30915    | |
| 22646 (773)  | Olivaer Straße 4 (Lage) | O   | Siedlungsbau                              | | 1921/23                                  | Wilkendorf & Wilkening; Schumacher, Fritz (Typenplan)                            | 30915    | |
| 22643 (773)  | Olivaer Straße 5 (Lage) | O   | Siedlungsbau                              | | 1921/23                                  | Wilkendorf & Wilkening; Schumacher, Fritz (Typenplan)                            | 30915    | |
| 22647 (773)  | Olivaer Straße 6 (Lage) | O   | Siedlungsbau                              | | 1921/23                                  | Wilkendorf & Wilkening; Schumacher, Fritz (Typenplan)                            | 30915    | |
| 22644 (773)  | Olivaer Straße 7 (Lage) | O   | Siedlungsbau                              | | 1921/23                                  | Wilkendorf & Wilkening; Schumacher, Fritz (Typenplan)                            | 30915    | |
| 22648 (773)  | Olivaer Straße 8 (Lage) | O   | Siedlungsbau                              | | 1921/23                                  | Wilkendorf & Wilkening; Schumacher, Fritz (Typenplan)                            | 30915    | |
| 22645 (773)  | Olivaer Straße 9 (Lage) | O   | Siedlungsbau                              | | 1921/23                                  | Wilkendorf & Wilkening; Schumacher, Fritz (Typenplan)                            | 30915    | |
| 22649 (773)  | Olivaer Straße 10 (Lage) | O   | Siedlungsbau                              | | 1921/23                                  | Wilkendorf & Wilkening; Schumacher, Fritz (Typenplan)                            | 30915    | |
| 22650 (773)  | Olivaer Straße 12 (Lage) | O   | Siedlungsbau                              | | 1921/23                                  | Wilkendorf & Wilkening; Schumacher, Fritz (Typenplan)                            | 30915    | |
| 22789 (802)  | Schlettstadter Straße 1 (Lage) | O   | Siedlungsbau, Laubenganghaus              | Franksche Laubenganghäuser | 1929/31                                  | Frank, Paul A. R.                                                                | 30932    | |
| 22788 (802)  | Schlettstadter Straße 2 (Lage) | O   | Siedlungsbau, Laubenganghaus              | Franksche Laubenganghäuser | 1929/31                                  | Frank, Paul A. R.                                                                | 30932    | |
| 22809 (802)  | Schlettstadter Straße 3 (Lage) | O   | Siedlungsbau, Laubenganghaus              | Franksche Laubenganghäuser | 1929/31                                  | Frank, Paul A. R.                                                                | 30932    | |
| 22785 (802)  | Schlettstadter Straße 4 (Lage) | O   | Siedlungsbau, Laubenganghaus              | Franksche Laubenganghäuser | 1929/31                                  | Frank, Paul A. R.                                                                | 30932    | |
| 22810 (802)  | Schlettstadter Straße 5 (Lage) | O   | Siedlungsbau, Laubenganghaus              | Franksche Laubenganghäuser | 1929/31                                  | Frank, Paul A. R.                                                                | 30932    | |
| 22689 (1409) | Schwansenstraße 12, 14, 16, 18 (Lage) | O   | Siedlungsbau                              | | 1927/28                                  | Klophaus & Schoch (Klophaus, Rudolf/Schoch, August)                              | 30919    | |
| 22688 (1409) | Schwansenstraße 14 (Lage) | O   | Siedlungsbau                              | | 1927/28                                  | Klophaus & Schoch (Klophaus, Rudolf/Schoch, August)                              | 30919    | |
| 22695 (1409) | Schwansenstraße 15 (Lage) | O   | Siedlungsbau                              | | 1927/28                                  | Klophaus & Schoch (Klophaus, Rudolf/Schoch, August)                              | 30919    | |
| 22692 (1409) | Schwansenstraße 16 (Lage) | O   | Siedlungsbau                              | | 1927/28                                  | Klophaus & Schoch (Klophaus, Rudolf/Schoch, August)                              | 30919    | |
| 22725 (810)  | Straßburger Platz 1 (Lage) | O   | Siedlungsbau                              | | 1922/23                                  | Brunke, Carl; Schumacher, Fritz (Vorentwurf)                                     | 30921    | BW |
| 30936        | Straßburger Platz 2, 4, 6, 6a, o.Nr., Weißenburger Straße 4 (Lage) | E   |                                           | Frohbotschaftskirche und Gemeindehaus Dulsberg |                                          |                                                                                  | 30936    | BW |
| 22905        | Straßburger Platz 2 (Lage) | O   | Gemeindehaus                              | | 1937; 1951/53 (veränderter Wiederaufbau) | Averhoff & Dyrssen (Averhoff, Peter/Dyrssen, Friedrich)                          | 30936    | BW |
| 22769 (810)  | Straßburger Platz 3 (Lage) | O   | Siedlungsbau                              | | 1922/23                                  | Brunke, Carl; Schumacher, Fritz (Vorentwurf)                                     | 30921    | BW |
| 22906        | Straßburger Platz 4 (Lage) | O   | Gemeindehaus                              | | 1937; 1951/53 (veränderter Wiederaufbau) | Averhoff & Dyrssen (Averhoff, Peter/Dyrssen, Friedrich)                          | 30936    | BW |
| 22770 (810)  | Straßburger Platz 5 (Lage) | O   | Siedlungsbau                              | | 1922/23                                  | Brunke, Carl; Schumacher, Fritz (Vorentwurf)                                     | 30921    | BW |
| 22907        | Straßburger Platz 6 (Lage) | O   | Gemeindehaus                              | | 1937; 1951/53 (veränderter Wiederaufbau) | Averhoff & Dyrssen (Averhoff, Peter/Dyrssen, Friedrich)                          | 30936    | BW |
| 22908        | Straßburger Platz 6a (Lage) | O   | Gemeindehaus                              | | 1937; 1951/53 (veränderter Wiederaufbau) | Averhoff & Dyrssen (Averhoff, Peter/Dyrssen, Friedrich)                          | 30936    | BW |
| 22771 (810)  | Straßburger Platz 7 (Lage) | O   | Siedlungsbau                              | | 1922/23                                  | Brunke, Carl; Schumacher, Fritz (Vorentwurf)                                     | 30921    | BW |
| 22772 (810)  | Straßburger Platz 9 (Lage) | O   | Siedlungsbau                              | | 1922/23                                  | Brunke, Carl; Schumacher, Fritz (Vorentwurf)                                     | 30921    | BW |
| 22773 (810)  | Straßburger Platz 11 (Lage) | O   | Siedlungsbau                              | | 1922/23                                  | Brunke, Carl; Schumacher, Fritz (Vorentwurf)                                     | 30921    | BW |
| 22904        | Straßburger Platz o.Nr. (Lage) | O   | Kirchengebäude                            | Frohbotschaftskirche Dulsberg | 1937; 1951/53 (veränderter Wiederaufbau) | Averhoff & Dyrssen (Averhoff, Peter/Dyrssen, Friedrich)                          | 30936    | |
| 20647 (809)  | Straßburger Straße 1 (Lage) | O   | Siedlungsbau                              | | 1921                                     | Ranck, Christoph; Schumacher, Fritz (Vorentwurf)                                 | 30934    | |
| 22678        | Straßburger Straße 2 (Lage) | O   | Siedlungsbau                              | | 1927                                     | Klophaus & Schoch (Klophaus, Rudolf/Schoch, August)                              | 30918    | |
| 22860 (809)  | Straßburger Straße 3 (Lage) | O   | Siedlungsbau                              | | 1921                                     | Ranck, Christoph; Schumacher, Fritz (Vorentwurf)                                 | 30934    | |
| 22681        | Straßburger Straße 4 (Lage) | O   | Siedlungsbau                              | | 1927                                     | Klophaus & Schoch (Klophaus, Rudolf/Schoch, August)                              | 30918    | |
| 22885 (809)  | Straßburger Straße 5 (Lage) | O   | Siedlungsbau                              | | 1921                                     | Ranck, Christoph; Schumacher, Fritz (Vorentwurf)                                 | 30934    | |
| 22682        | Straßburger Straße 6 (Lage) | O   | Siedlungsbau                              | | 1927                                     | Klophaus & Schoch (Klophaus, Rudolf/Schoch, August)                              | 30918    | |
| 22886 (809)  | Straßburger Straße 7 (Lage) | O   | Siedlungsbau                              | | 1921                                     | Ranck, Christoph; Schumacher, Fritz (Vorentwurf)                                 | 30934    | |
| 22683        | Straßburger Straße 8 (Lage) | O   | Siedlungsbau                              | | 1927                                     | Klophaus & Schoch (Klophaus, Rudolf/Schoch, August)                              | 30918    | |
| 22887 (809)  | Straßburger Straße 9 (Lage) | O   | Siedlungsbau                              | | 1921                                     | Ranck, Christoph; Schumacher, Fritz (Vorentwurf)                                 | 30934    | |
| 22684        | Straßburger Straße 10 (Lage) | O   | Siedlungsbau                              | | 1927                                     | Klophaus & Schoch (Klophaus, Rudolf/Schoch, August)                              | 30918    | |
| 22888 (809)  | Straßburger Straße 11 (Lage) | O   | Siedlungsbau                              | | 1921                                     | Ranck, Christoph; Schumacher, Fritz (Vorentwurf)                                 | 30934    | |
| 22685        | Straßburger Straße 12 (Lage) | O   | Siedlungsbau                              | | 1927                                     | Klophaus & Schoch (Klophaus, Rudolf/Schoch, August)                              | 30918    | |
| 22889 (809)  | Straßburger Straße 13 (Lage) | O   | Siedlungsbau                              | | 1921                                     | Ranck, Christoph; Schumacher, Fritz (Vorentwurf)                                 | 30934    | BW |
| 22686        | Straßburger Straße 14 (Lage) | O   | Siedlungsbau                              | | 1927                                     | Klophaus & Schoch (Klophaus, Rudolf/Schoch, August)                              | 30918    | |
| 22890 (809)  | Straßburger Straße 15 (Lage) | O   | Siedlungsbau                              | | 1921                                     | Ranck, Christoph; Schumacher, Fritz (Vorentwurf)                                 | 30934    | BW |
| 22696 (1409) | Straßburger Straße 16 (Lage) | O   | Siedlungsbau                              | | 1927/28                                  | Klophaus & Schoch (Klophaus, Rudolf/Schoch, August)                              | 30919    | |
| 20651 (809)  | Straßburger Straße 17 (Lage) | O   | Siedlungsbau                              | | 1921                                     | Ranck, Christoph; Schumacher, Fritz (Vorentwurf)                                 | 30934    | |
| 22697 (1409) | Straßburger Straße 18 (Lage) | O   | Siedlungsbau                              | | 1927/28                                  | Klophaus & Schoch (Klophaus, Rudolf/Schoch, August)                              | 30919    | |
| 22698 (1409) | Straßburger Straße 20 (Lage) | O   | Siedlungsbau                              | | 1927/28                                  | Klophaus & Schoch (Klophaus, Rudolf/Schoch, August)                              | 30919    | |
| 22699 (1409) | Straßburger Straße 22 (Lage) | O   | Siedlungsbau                              | | 1927/28                                  | Klophaus & Schoch (Klophaus, Rudolf/Schoch, August)                              | 30919    | |
| 22700 (1409) | Straßburger Straße 24 (Lage) | O   | Siedlungsbau                              | | 1927/28                                  | Klophaus & Schoch (Klophaus, Rudolf/Schoch, August)                              | 30919    | |
| 22701 (1409) | Straßburger Straße 26 (Lage) | O   | Siedlungsbau                              | | 1927/28                                  | Klophaus & Schoch (Klophaus, Rudolf/Schoch, August)                              | 30919    | |
| 22702 (1409) | Straßburger Straße 28 (Lage) | O   | Siedlungsbau                              | | 1927/28                                  | Klophaus & Schoch (Klophaus, Rudolf/Schoch, August)                              | 30919    | |
| 22703 (1409) | Straßburger Straße 30 (Lage) | O   | Siedlungsbau                              | | 1927/28                                  | Klophaus & Schoch (Klophaus, Rudolf/Schoch, August)                              | 30919    | |
| 22704 (1409) | Straßburger Straße 32 (Lage) | O   | Siedlungsbau                              | | 1927/28                                  | Klophaus & Schoch (Klophaus, Rudolf/Schoch, August)                              | 30919    | |
| 20645 (809)  | Vogesenstraße 2 (Lage) | O   | Siedlungsbau                              | | 1921                                     | Ranck, Christoph; Schumacher, Fritz (Vorentwurf)                                 | 30934    | |
| 20652 (809)  | Vogesenstraße 4 (Lage) | O   | Siedlungsbau                              | | 1921                                     | Ranck, Christoph; Schumacher, Fritz (Vorentwurf)                                 | 30934    | |
| 22891 (809)  | Vogesenstraße 6 (Lage) | O   | Siedlungsbau                              | | 1921                                     | Ranck, Christoph; Schumacher, Fritz (Vorentwurf)                                 | 30934    | |
| 22892 (809)  | Vogesenstraße 8 (Lage) | O   | Siedlungsbau                              | | 1921                                     | Ranck, Christoph; Schumacher, Fritz (Vorentwurf)                                 | 30934    | |
| 22893 (809)  | Vogesenstraße 10 (Lage) | O   | Siedlungsbau                              | | 1921                                     | Ranck, Christoph; Schumacher, Fritz (Vorentwurf)                                 | 30934    | |
| 22894 (809)  | Vogesenstraße 12 (Lage) | O   | Siedlungsbau                              | | 1921                                     | Ranck, Christoph; Schumacher, Fritz (Vorentwurf)                                 | 30934    | |
| 22895 (809)  | Vogesenstraße 14 (Lage) | O   | Siedlungsbau                              | | 1921                                     | Ranck, Christoph; Schumacher, Fritz (Vorentwurf)                                 | 30934    | |
| 22896 (809)  | Vogesenstraße 16 (Lage) | O   | Siedlungsbau                              | | 1921                                     | Ranck, Christoph; Schumacher, Fritz (Vorentwurf)                                 | 30934    | |
| 20649 (809)  | Vogesenstraße 18 (Lage) | O   | Siedlungsbau                              | | 1921                                     | Ranck, Christoph; Schumacher, Fritz (Vorentwurf)                                 | 30934    | |
| 22597 (773)  | Weichselmünder Straße 1 (Lage) | O   | Siedlungsbau                              | | 1921/22                                  | Frank & Zauleck/Schumacher, Fritz (Typenplan)                                    | 30915    | |
| 22613 (773)  | Weichselmünder Straße 2 (Lage) | O   | Siedlungsbau                              | | 1921/22                                  | Frank & Zauleck/Schumacher, Fritz (Typenplan)                                    | 30915    | |
| 22651 (773)  | Weichselmünder Straße 3 (Lage) | O   | Siedlungsbau                              | | 1921/22                                  | Frank & Zauleck/Schumacher, Fritz (Typenplan)                                    | 30915    | |
| 22656 (773)  | Weichselmünder Straße 4 (Lage) | O   | Siedlungsbau                              | | 1921/22                                  | Frank & Zauleck/Schumacher, Fritz (Typenplan)                                    | 30915    | |
| 22652 (773)  | Weichselmünder Straße 5 (Lage) | O   | Siedlungsbau                              | | 1921/22                                  | Frank & Zauleck/Schumacher, Fritz (Typenplan)                                    | 30915    | |
| 22657 (773)  | Weichselmünder Straße 6 (Lage) | O   | Siedlungsbau                              | | 1921/22                                  | Frank & Zauleck/Schumacher, Fritz (Typenplan)                                    | 30915    | |
| 22653 (773)  | Weichselmünder Straße 7 (Lage) | O   | Siedlungsbau                              | | 1921/22                                  | Frank & Zauleck/Schumacher, Fritz (Typenplan)                                    | 30915    | |
| 22658 (773)  | Weichselmünder Straße 8 (Lage) | O   | Siedlungsbau                              | | 1921/22                                  | Frank & Zauleck/Schumacher, Fritz (Typenplan)                                    | 30915    | |
| 22654 (773)  | Weichselmünder Straße 9 (Lage) | O   | Siedlungsbau                              | | 1921/22                                  | Frank & Zauleck/Schumacher, Fritz (Typenplan)                                    | 30915    | |
| 22659 (773)  | Weichselmünder Straße 10 (Lage) | O   | Siedlungsbau                              | | 1921/22                                  | Frank & Zauleck/Schumacher, Fritz (Typenplan)                                    | 30915    | |
| 22655 (773)  | Weichselmünder Straße 11 (Lage) | O   | Siedlungsbau                              | | 1921/22                                  | Frank & Zauleck/Schumacher, Fritz (Typenplan)                                    | 30915    | |
| 22660 (773)  | Weichselmünder Straße 12 (Lage) | O   | Siedlungsbau                              | | 1921/22                                  | Frank & Zauleck/Schumacher, Fritz (Typenplan)                                    | 30915    | |
| 20646 (809)  | Weißenburger Straße 1 (Lage) | O   | Siedlungsbau                              | | 1921                                     | Ranck, Christoph; Schumacher, Fritz (Vorentwurf)                                 | 30934    | |
| 22897 (809)  | Weißenburger Straße 3 (Lage) | O   | Siedlungsbau                              | | 1921                                     | Ranck, Christoph; Schumacher, Fritz (Vorentwurf)                                 | 30934    | |
| 22903        | Weißenburger Straße 4 (Lage) | O   | Gemeindehaus                              | | 1937; veränderter Wiederaufbau 1951/53   | Averhoff & Dyrssen (Averhoff, Peter/Dyrssen, Friedrich)                          | 30936    | BW |
| 22898 (809)  | Weißenburger Straße 5 (Lage) | O   | Siedlungsbau                              | | 1921                                     | Ranck, Christoph; Schumacher, Fritz (Vorentwurf)                                 | 30934    | |
| 22774 (810)  | Weißenburger Straße 6 (Lage) | O   | Siedlungsbau                              | | 1922/23                                  | Brunke, Carl; Schumacher, Fritz (Vorentwurf)                                     | 30921    | |
| 22899 (809)  | Weißenburger Straße 7 (Lage) | O   | Siedlungsbau                              | | 1921                                     | Ranck, Christoph; Schumacher, Fritz (Vorentwurf)                                 | 30934    | |
| 22775 (810)  | Weißenburger Straße 8 (Lage) | O   | Siedlungsbau                              | | 1922/23                                  | Brunke, Carl; Schumacher, Fritz (Vorentwurf)                                     | 30921    | |
| 22900 (809)  | Weißenburger Straße 9 (Lage) | O   | Siedlungsbau                              | | 1921                                     | Ranck, Christoph; Schumacher, Fritz (Vorentwurf)                                 | 30934    | |
| 22776 (810)  | Weißenburger Straße 10 (Lage) | O   | Siedlungsbau                              | | 1922/23                                  | Brunke, Carl; Schumacher, Fritz (Vorentwurf)                                     | 30921    | |
| 20648 (809)  | Weißenburger Straße 11 (Lage) | O   | Siedlungsbau                              | | 1921                                     | Ranck, Christoph; Schumacher, Fritz (Vorentwurf)                                 | 30934    | |
| 22777 (810)  | Weißenburger Straße 12 (Lage) | O   | Siedlungsbau                              | | 1922/23                                  | Brunke, Carl; Schumacher, Fritz (Vorentwurf)                                     | 30921    | |
| 22778 (810)  | Weißenburger Straße 14 (Lage) | O   | Siedlungsbau                              | | 1922/23                                  | Brunke, Carl; Schumacher, Fritz (Vorentwurf)                                     | 30921    | |
| 22779 (810)  | Weißenburger Straße 16 (Lage) | O   | Siedlungsbau                              | | 1922/23                                  | Brunke, Carl; Schumacher, Fritz (Vorentwurf)                                     | 30921    | |
| 20634 (810)  | Weißenburger Straße 18 (Lage) | O   | Siedlungsbau                              | | 1922/23                                  | Brunke, Carl; Schumacher, Fritz (Vorentwurf)                                     | 30921    | |
| 22780 (810)  | Weißenburger Straße 20 (Lage) | O   | Siedlungsbau                              | | 1922/23                                  | Brunke, Carl; Schumacher, Fritz (Vorentwurf)                                     | 30921    | |
| 22616 (773)  | Zoppoter Straße 1 (Lage) | O   | Siedlungsbau                              | | 1921/23                                  | Butte & Hansen; Schumacher, Fritz (Typenplan)                                    | 30915    | |
| 22615 (773)  | Zoppoter Straße 2 (Lage) | O   | Siedlungsbau                              | | 1921/23                                  | Butte & Hansen; Schumacher, Fritz (Typenplan)                                    | 30915    | |
| 22661 (773)  | Zoppoter Straße 3 (Lage) | O   | Siedlungsbau                              | | 1921/23                                  | Butte & Hansen; Schumacher, Fritz (Typenplan)                                    | 30915    | |
| 22666 (773)  | Zoppoter Straße 4 (Lage) | O   | Siedlungsbau                              | | 1921/23                                  | Butte & Hansen; Schumacher, Fritz (Typenplan)                                    | 30915    | |
| 22662 (773)  | Zoppoter Straße 5 (Lage) | O   | Siedlungsbau                              | | 1921/23                                  | Butte & Hansen; Schumacher, Fritz (Typenplan)                                    | 30915    | |
| 22667 (773)  | Zoppoter Straße 6 (Lage) | O   | Siedlungsbau                              | | 1921/23                                  | Butte & Hansen; Schumacher, Fritz (Typenplan)                                    | 30915    | |
| 22663 (773)  | Zoppoter Straße 7 (Lage) | O   | Siedlungsbau                              | | 1921/23                                  | Butte & Hansen; Schumacher, Fritz (Typenplan)                                    | 30915    | |
| 22668 (773)  | Zoppoter Straße 8 (Lage) | O   | Siedlungsbau                              | | 1921/23                                  | Butte & Hansen; Schumacher, Fritz (Typenplan)                                    | 30915    | |
| 22664 (773)  | Zoppoter Straße 9 (Lage) | O   | Siedlungsbau                              | | 1921/23                                  | Butte & Hansen; Schumacher, Fritz (Typenplan)                                    | 30915    | |
| 22665 (773)  | Zoppoter Straße 11 (Lage) | O   | Siedlungsbau                              | | 1921/23                                  | Butte & Hansen; Schumacher, Fritz (Typenplan)                                    | 30915    | |